# Салафизам
Салафизам/селефизам (од арап. السلفية — салафија/селефија) ултраконзервативни и реформски је покрет унутар сунитског ислама који се јавио у другој половини 19. века, заговарајући повратак традицији „побожних предака” (види: салаф). Доктрина се може сумирати као „фундаменталистички приступ исламу, у којем се опонаша пророк Мухамед и његови рани следбеници — ел-салаф ел-салих, ’побожни праоци’... Они одбијају религијске иновације, или биду, и подржавају увођење шеријата (исламски закон).” Покрет је обично подељен у три категорије: највећа група су пуристе (или квијетисте), које избегавају политику; друга највећа група су активисте, које се укључују у политику; најмања група су џихадисте, које формирају малу (али озлоглашену) мањину.
Верска секта је настала из сунитског ислама, чији чланови теже да се идентификују са оним што сматрају да је карактерисало прве муслимане. Најекстремнији припадници ове секте су, следећи своје тумачење џихада, изводили самоубилачке терористичке акције. 2014. године чланови ове секте су прогласили такозвану Исламску Државу на подручју Сирије и Ирака, прогањајући и убијајући све које су сматрали „неверницима” (углавном хришћане и језиде), али и оне истинске муслимане ако су им се супротстављали односно оне муслимане који се нису слагали са њиховим искривљеним тумачењем и срамоћењем ислама. У својој „држави”, салафисте су у праксу увеле одсецање главе, разапињање на крст и ропство. Бин Ладен је оправдање и инспирацију за свој рад користио из салафизма.